# Аймальяха
Аймальяха (устар. Аймаль-Яха) — река в России, протекает по Ямало-Ненецкому АО. Устье реки находится в 268 км по левому берегу реки Пур. Длина реки составляет 52 км.

## Притоки
- 10 км: Химбейяха
- 21 км: Харвутаяха

## Данные водного реестра
По данным государственного водного реестра России относится к Нижнеобскому бассейновому округу, водохозяйственный участок реки — Пур, речной подбассейн реки — подбассейн отсутствует. Речной бассейн реки — Пур.
Код объекта в государственном водном реестре — 15040000112115300060183.